# Bitwa pod Rąblowem
Bitwa pod Rąblowem – jedna z większych bitew stoczona 14 maja 1944 roku pomiędzy polsko-radzieckimi oddziałami partyzanckimi a niemieckimi oddziałami Wehrmachtu i zmotoryzowanej piechoty 5 Dywizji Pancernej SS „Wiking”.

## Operacja „Maigewitter”
Zaplanowana przez Niemców operacja militarna o kryptonimie Maigewitter (Burza Majowa) miała na celu zlikwidowanie wszelkich oddziałów partyzanckich działających na terenie Lubelszczyzny, zarówno komunistycznych (Armia Ludowa), jak i niepodległościowych (Armia Krajowa/Bataliony Chłopskie) okręgu lubelskiego, które dokonywały ataków dywersyjnych na niemieckie transporty kolejowe. W operacji Maigewitter uczestniczyło 2000 żołnierzy niemieckich dowodzonych przez SS-Gruppenführera Jakoba Sporrenberga. Zgodnie z planem podjętym na zebraniu Sztabu II Obwodu 5 maja 1944, na którym obecny był przebywający wówczas w lasach parczewskich na inspekcji Naczelny Dowódca AL gen. Michał Żymierski ps. „Rola”, podjęto decyzję o przeformowaniu 5 batalionu im. Jana Hołoda w brygadę i przegrupowaniu głównych sił północnolubelskiego zgrupowania Armii Ludowej z lasów parczewskich do nadwiślańskich terenów Lubelszczyzny i usytuowania ich w obrębie trójkąta Kazimierz-Nałęczów-Puławy. Decyzję tę podjęto kierując się następującymi względami: kierunek uderzeń Armii Czerwonej wskazywał wyraźnie na Lubelszczyzne, a w tej sytuacji obszar lasów parczewskich stałby się bezpośrednim zapleczem frontu, na który Niemcy wprowadzą nowe siły i rozlokują je we wsiach, a w lasach mogliby utworzyć własne bazy bliskiego zaopatrzenia frontu. Trwająca od dłuższego czasu koncentracja oddziałów partyzanckich niepokoiła okupanta, który śledził ruchy partyzantki, prowadząc intensywne rozpoznanie jej baz. Dodatkowo zbyt wielkie i zbyt długo trwające skupienie oddziałów partyzanckich stało się uciążliwe dla miejscowej ludności. O wyborze wskazanego trójkąta nadwiślańskiego na przyszły teren operacyjny zdecydowało jego położenie, tj. oparcie o Wisłę, pagórkowatość terenu i sporo obszarów leśnych oraz sprzyjająca partyzantom ludność. Według oceny dowództwa z bazy tej można było atakować ważne arterie komunikacyjne wroga – linię kolejową przebiegającą przez lasy puławskie oraz drogę bitą biegnącą wzdłuż ich wschodniego skraju. W Lasach Parczewskich pozostawiono tylko 4 kompanię 5 Batalionu pod dowództwem por. Chyla Grynszpana ps. „Chyl”. Pozostałe jednostki zostały niedługo potem okrążone w rejonie wsi Rąblów, gdzie stoczyły bitwę z przeważającymi siłami niemieckimi.
Niemcy mieli wśród partyzantów swojego informatora. Był nim Władysław Juszczyk ps. „Władek”, który w czasie walk pod Amelinem przebywał wśród Turkmenów. Został zdemaskowany i skazany na śmierć w czerwcu 1944.

## Jednostki partyzanckie uczestniczące w bitwie 14 maja 1944

### Strona polsko-radziecka (ok. 900 ludzi)
Komendę nad otoczonymi partyzantami w lesie rąblowskim objął ppłk Mieczysław Moczar ps. „Mietek”, dowódca Obwodu II Lubelskiego AL. Bitwa ta stała się krokiem milowym w jego karierze. 
- Armia Ludowa (ok. 600 ludzi):
  - sztab Obwodu II AL z dowódcą ppłk Mieczysławem Moczarem ps. „Mietek”
  - sztab Okręgu 4 Lublin na czele z dowódcą kpt. Franciszkiem Wolińskim ps. „Franek”
  - 5 batalion AL im. J. Hołoda dowodzona przez kpt. Aleksandra Skotnickiego ps. „Zemsta” (4 kompania batalionu pozostała w lasach parczewskich)
    - 1 kompania por. Jana Wójtowicza ps. „Maciek” (w tym pluton gospodarczy i drużyna sanitarna)
    - 2 kompania por. Jana Litki ps. „Janek”
    - 3 kompania por. Stanisława Gajusia ps. „Stach”
    - pluton sztabowy ppor. Józefa Gruszczyka ps. „Józek”
- Partyzantka radziecka (ok. 200 ludzi):
  - oddział im. Nikity Chruszczowa – dowodzony przez kpt. Wasyla Kolasniczenkę ps. „Waśka” (faktycznym dowódcą był kapitan Władimir Czepiga jednak w tym czasie przebywał już z częścią oddziału w Lasach Janowskich[4])
- Armia Krajowa (ok. 50 ludzi):
  - pluton por. Zbigniewa Stępki ps. „Zbyszek” (po bitwie cały oddział przeszedł do AL, a Stępka, zmieniwszy pseudonim na „Mara”, został szefem sztabu batalionu im. Hołoda[5][6])
- Bataliony Chłopskie (ok. 50 ludzi):
  - pluton „Niwy” pod dowództwem kpt. Wacława Drozda ps. „Wach” (pod Rąblowem podporządkowany AK, po bitwie oddział w całości przeszedł w szeregi AL jako kompania Straży Chłopskiej batalionu im. Hołoda)

### Strona niemiecka (ok. 2000 ludzi)
Operacją Maigewitter kierował Wyższy Dowódca SS i Policji na dystrykt lubelski SS-Gruppenführer Jakob Sporrenberg, odpowiedzialny za liczne zbrodnie wojenne m.in. Aktion Erntefest.
- 25 pułk policji SS (Kampfgruppe Lippmann) pod dowództwem majora Lippmanna
  - I batalion
  - II batalion
  - III batalion
- 75 zmotoryzowany pluton żandarmerii
- batalion jagdgruppe(grupy pościgowej)[7] "Wiking" z 5 Dywizji Pancernej SS „Wiking”
- dwa bataliony Wehrmachtu
- batalion wartowniczy z Puław
- grupa samolotów rozpoznawczych i szturmowych Luftwaffe
- okoliczne posterunki Schutzpolizei

## Przebieg bitwy

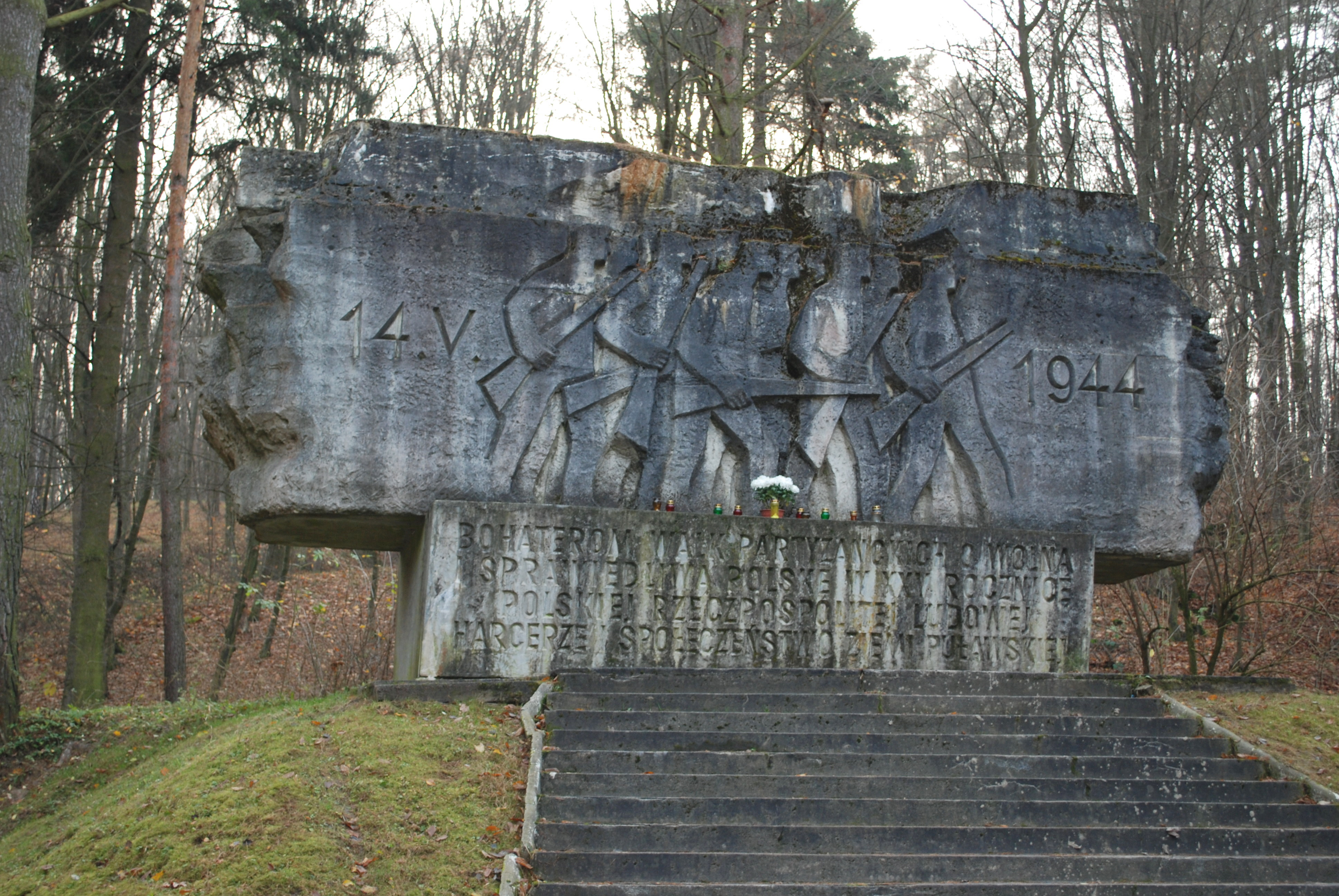
Pomnik ku czci poległych partyzantów w Rąblowie
Rzeźba Stanisława Strzyżyńskiego

Do pierwszych niemieckich ataków doszło jeszcze przed świtem, podczas przemarszu pod wsią Amelin, gdzie jednostki polskie napotkały na ścierający się z Niemcami oddział radziecki. Reszta zgrupowania wyruszyła w kierunku Lasów Janowskich. 11 maja w rejonie wsi Syry i Amelin zebrało się silne zgrupowanie liczące ok. 1400 partyzantów: 5 batalion AL im. Jana Hołoda (w tym podległy mu pluton sztabowy), sztaby Obwodu II Lubelskiego i Okręgu 4 Lublin (razem ok. 600 osób), Brygada AL im. Wandy Wasilewskiej (ok. 300 partyzantów), oddział AL „Jankowskiego” (ok. 120), oddział AL „Śmiałego” (48 osób), oddział AK „Zbyszka” (ok. 50 osób w większości konnych; oddział przeszedł pod komendę AL na początku maja), oddział BCh „Niwy” (ok. 50 osób; oddział został utworzony w Ostrowie Lubelskim z inicjatywy członka Wojewódzkiej Rady Narodowej kpt. Zygmunta Goławskiego „Niwy”) i oddział radziecki im. Nikity Chruszczowa (ok. 300 ludzi). Z powodu braku aktywniejszej działalności sił niemieckich 12 maja podjęto decyzję o podziale zgrupowania. Brygada im. Wasilewskiej, oddziały „Jankowskiego” i „Śmiałego” oraz część oddziału radzieckiego miały iść dalej w kierunku południa Obwodu, natomiast pozostała jego część zaatakowała wroga. Noc przerwała działania bitewne, natomiast padający 13 maja deszcz uniemożliwił Niemcom rozpoznanie lotnicze.
Rankiem 14 maja zgrupowanie AL i partyzanci radzieccy osiągnęli rejon Rąblowa, gdzie zatrzymali się na postój. W tym czasie nastąpił nalot samolotów niemieckich, które zbombardowały folwark Rąblów i wieś Grabówki. Spodziewając się niemieckiego uderzenia, partyzanci przesunęli oddziały do pobliskiego lasku, poprzecinanego głębokimi jarami. Podjęto przygotowania do obrony okrężnej; odcinek południowy obsadził oddział radziecki (dowódca kpt. Wasyl Kolesniczenko), a pozostałe odcinki – zgrupowanie AL w składzie trzech kompanii (dowódcy: por. Jan Litko „Janek”, por. Stanisław Gajuś „Stach”, por. Jan Wójtowicz „Maciek”), czterech plutonów (dowódcy: sierż. Józef Gruszczyk „Józek”, por. Zbigniew Stępka „Zbyszek”, kpt. Wacław Drozd „Wach”). Siły partyzanckie liczyły około 900 ludzi. Siły niemieckie wynosiły 2000 żołnierzy wspartych czołgami, wozami opancerzonymi oraz lotnictwem. Na dowódców odcinków ppłk. „Mietek” wyznaczył kpt. Franciszka Wolińskiego „Franka”, kpt. Aleksandra Skotnickiego „Zemstę”, por. Mikołaja Melucha „Kolę” i kpt. Wasyla Kolasiczenkę.
Obszar lasu został zbombardowany i ostrzelany. Atak piechoty niemieckiej nastąpił około południa, oparty był na taktyce zwanej „polowanie na kuropatwy”. Główne uderzenie skierowano na północny i północno-wschodni odcinek obrony partyzantów. Do zaciętych walk doszło na odcinku obrony kompanii „Janka” i „Stacha”. Na tyły tych kompanii przedarła się większa grupa niemieckich żołnierzy, którzy w walce wręcz zostali rozbici. Wówczas nastąpiła dwugodzinna przerwa w walce. Niemcy użyli samolotów w celu rozpoznania, jednak ogień broni maszynowej zmusił je do znacznego podwyższenia pułapu lotu. Po trafieniu jednego z nich zaprzestano kontynuowania zwiadu lotniczego. Od godziny 16 Niemcy podjęli ostry ostrzał lasu przy użyciu artylerii i moździerzy, a kilka minut po jej przerwaniu zaatakowano rozpoznawczo odcinek północno-zachodni. Główny atak wyprowadzono z południa i południowego wschodu, bronionego przez kompanię „Maćka”, pluton „Koli” i oddział radziecki. Niemcom udało się na chwilę wedrzeć do lasu, ale kontratak obwodu radzieckiego i grup AL wyparł je z lasu. Trzeci atak nastąpił po krótkiej przerwie, ok. godziny 19 ze wschodu i południowego wschodu. Kierunek ten broniły oddziały osłonowe partyzantów, lecz w szybkim czasie otrzymały wsparcie sił linii obrony stałej, co spowolniło, a w końcu przerwało natarcie. O zmierzchu nastąpił ostatni atak z różnych stron, lecz nie odniósł powodzenia. Walki zakończyły się po zapadnięciu zmroku. Około godziny 22-23 odbyła się narada dowódców, na której postanowiono wyjść z okrążenia południowo-wschodnim odcinkiem. Drogę otwarła grupa rozpoznawcza. Za tą grupką ruszyły inne oddziały, lecz noc oraz kręte leśne drogi spowodowały wyjście z okrążenia innymi drogami. Sztab Obwodu II wraz z radzieckim oddziałem im. Chruszczowa udał się na teren Okręgu 5 Janów Lubelski w Lasach Janowskich, pluton ochrony sztabu Obwodu, batalion im. Hołoda (w tym oddział AK i BCh, które przeszły pod komendę AL) i sztab Okręgu 4 Lublin wróciły do Lasów Parczewskich, zaś kolumna z rannymi udała się w nadwiślański rejon Puław.

## Ocena bitwy
Straty partyzanckie w bitwie pod Rąblowem wyniosły około 40 poległych (w tym 26 z AL) i od 40 do 50 rannych, natomiast straty niemieckie według oceny partyzantów (najprawdopodobniej zawyżone) szacowano na około 300 zabitych i rannych.
Wśród poległych partyzantów znalazł się podchorąży AK Henryk Kurowski oraz ok. sześćdziesięcioletni listonosz z Hamburga, który dołączył do partyzantów przed bitwą.
Zygmunt Mańkowski w wydanej w czasach PRL książce Między Wisłą a Bugiem oszacował straty Niemców na około 100 zabitych i rannych.
Bitwa pod Rąblowem, z uwagi na olbrzymie dysproporcje liczebne i zbrojne walczących stron – stała się wielkim sukcesem walczących partyzantów. Umiejętne prowadzenie walki w systemie obrony okrężnej, z doskonałym wykorzystaniem specyfiki terenu, pozwoliło ocalić przeważającą większość stanu osobowego oddziałów oraz sprzętu, przy jednoczesnym zadaniu wrogowi dotkliwszych strat. Wszystkie oddziały uczestniczące w bitwie po wyjściu z okrążenia kontynuowały walkę z okupantem aż do wyzwolenia. Bitwa pod Rąblowem przeszła do historii, jako przykład możliwości współdziałania na polu walki, pomiędzy AL i AK – formacjami skonfliktowanymi, zarówno politycznie, jak i ideowo, a także jedyny przykład przejścia w całości oddziału AK do AL.

## Bitwa w literaturze (wspomnienia uczestników)

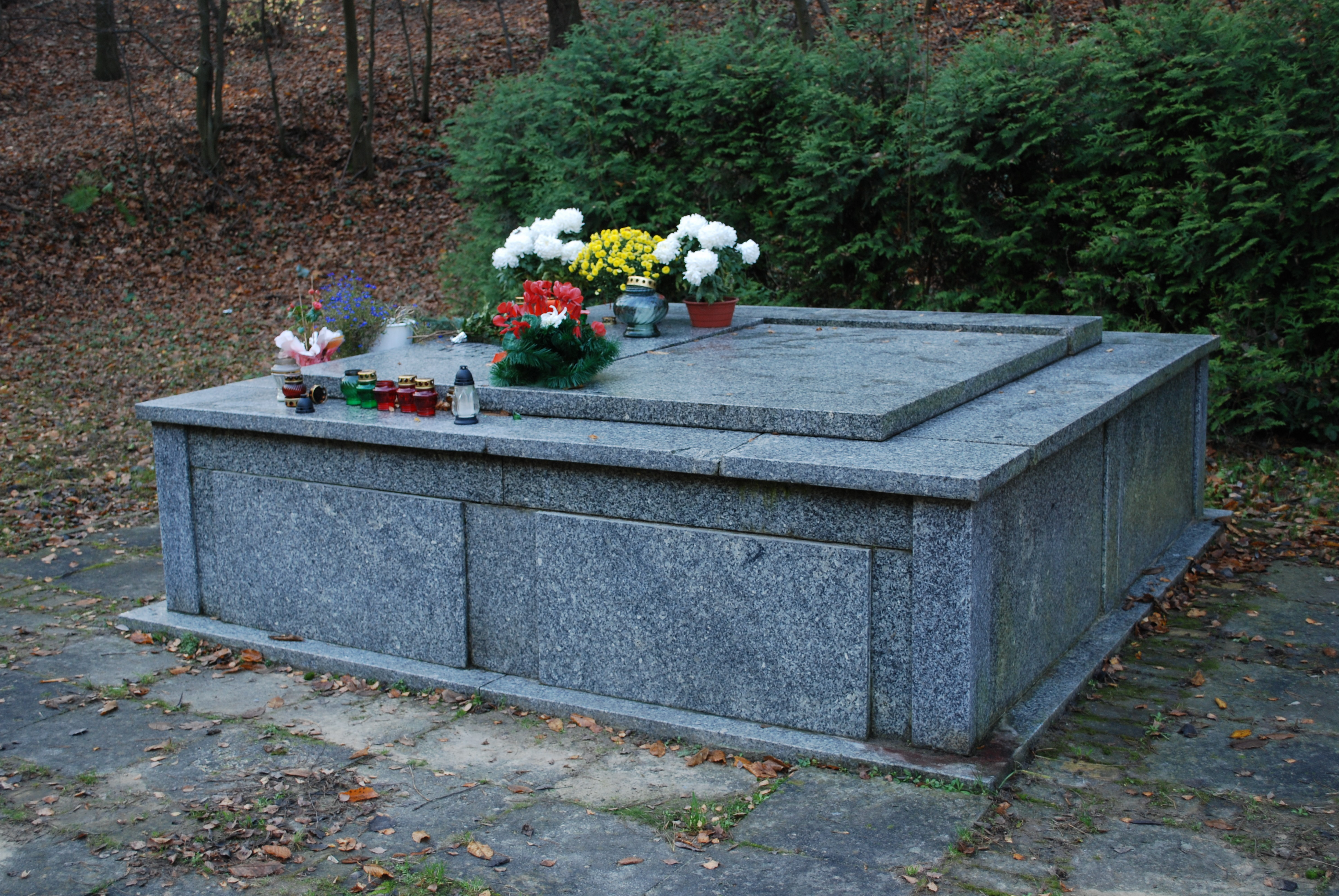
Grób Mieczysława Moczara w Rąblowie

- Burza Majowa – powieść w całości poświęcona bitwie pod Rąblowem autorstwa Stanisława Glinki (podporucznik AL „Adam”), oficera operacyjnego Okręgu 4 Lublin
- Barwy walki (rozdział „Bój pod Rąblowem”) – wspomnienia Mieczysława Moczara (podpułkownik AL „Mietek”), dowódcy Obwodu II Lubelskiego oraz połączonych oddziałów AL, AK, BCh i partyzantki radzieckiej w czasie operacji Maigewitter. Ten sam rozdział pod tym samym tytułem zawarty jest w pracy zbiorowej pt. Wspomnienia żołnierzy Gwardii i Armii Ludowej.
- Gorące dni (rozdział VI pt. „Powrót”) – wspomnienia Gustawa Alefa-Bolkowiaka (porucznik AL „Bolek”), oficera oświatowego 5 Batalionu im. Hołoda.
- Notatnik polowy – zbiór wierszy z czasów okupacji autorstwa Stanisława Jerzego Leca (porucznik AL „Łukasz”), redaktora „Żołnierza w boju”, organu prasowego Obwodu II Lubelskiego
- Ze wspomnień oficera GL i AL – Stanisław Szot (kapitan AL „Kot”), wówczas oficer oświatowy Obowdu II Lubelskiego.
- Po wrześniu był lipiec – wspomnienia Jana Wyderkowskiego (major AL „Grab”), szefa sztabu i zastępcy dowódcy Obwodu II Lubelskiego.
- Więc zarepetuj broń (fragment rozdziału „W ogniu bitew”) – wspomnienia Wacława Czyżewskiego (porucznik AL „Im”), oficera informacyjnego Obwodu II Lubelskiego.

## Pamięć o bitwie
W 1954 położona została płyta upamiętniająca bitwę. W 1969 odsłonięto w miejscu bitwy monumentalny pomnik autorstwa Stanisława Strzyżyńskiego. Jednocześnie z odsłonięciem pomnika otworzono w Rąblowie Izbę Pamiątek, w której zgromadzono szereg eksponatów związanych z bitwą: broń, fotografie, szkice sytuacyjne i obrazy o tematyce partyzanckiej.
W 1986 w lesie w Rąblowie, na polu bitwy, pochowany został dowodzący w jej trakcie oddziałem AL podpułkownik Mieczysław Moczar.
Na cześć bitwy, imieniem "Rąblów" nazwano w 1969 roku polski okręt desantowy projektu 771A.